# Skodsbøl
Skodsbøl (tysk: Schottsbüll) er en lille by 1½ km nordvest for Broager med 204 indbyggere i byområdet (2020). Den kom i 2021 under 200 indbyggere, som er Danmarks Statistiks grænse for en by.[kilde mangler]
Skodsbøl hører til Broager Sogn.

## Historie
Skodsbøl er opstået som landsby ved den gamle landevej mellem Egernsund og Sønderborg via Smøl.

### Broagerbanen
Skodsbøl havde station på Broagerbanen, der gik mellem Vester Sottrup og Skelde 1910-32. Stationsbygningen er bevaret på Skræddergade 12. Nordøst for byen er Nørregade delvis anlagt på banens tracé.

### Genforeningssten
På et lille anlæg over for Skodsbølvej 48 står en sten, der blev rejst på Valdemarsdag 1937 til minde om Genforeningen i 1920.
- Genforeningsstenen